# Ahora Nación
Ahora Nación es un partido político del Perú, de tendencia centroizquierda en el espectro político. Fue fundado el 13 de mayo de 2023 por el economista y académico Alfonso López-Chau.
El partido será partícipe por primera vez de las elecciones generales de 2026, con el economista Alfonso López-Chau Nava como su candidato presidencial, tras ser reconocido por apoyar las Protestas en Perú de 2023.

## Historia
Ahora Nación fue fundado el 13 de mayo de 2023, bajo el liderazgo de Alfonso López Chau, actual rector de la Universidad Nacional de Ingeniería (UNI).
El partido se formó durante el estallido social de Perú de 2022-2023, Alfonso López-Chau anunció en junio de 2024 su decisión de postular a la presidencia para las elecciones de 2026.

## Ideología y Principios
El partido Ahora Nación se posiciona como socialdemócrata y nacionalista. De acuerdo con sus estatutos, su visión de país abarca:
- Consolidar un Estado soberano, descentralizado y libre de corrupción.
- Reforma total del sistema educativo
- Sistema de salud universal.
- Industrialización estratégica del Perú.
- Fortalecimiento de los sistemas de inteligencia contra la inseguridad ciudadana.
- tecnologías limpias en la explotación de recursos.
- Enfoque especial en la juventud como motor de cambio.

## Resultados electorales

### Elecciones presidenciales
| Año  | Fórmula presidencial | Fórmula presidencial | Fórmula presidencial | Fórmula presidencial | Votos | %               | Resultado | Notas |
| Año  | Presidente           | Presidente           | Vicepresidentes      | Vicepresidentes      | Votos | %               | Resultado | Notas |
| ---- | -------------------- | -------------------- | -------------------- | -------------------- | ----- | --------------- | --------- | ----- |
| 2026 |                      | Por definir          | 1.º                  | Por definir          |       | \| \| 0.00 % \| |           |       |
| 2026 | 2.º                  | Por definir          | Por definir          |                      |       | \| \| 0.00 % \| |           |       |
|      | 0.00 %               |                      |                      |                      |       |                 |           |       |

### Elecciones parlamentarias

#### Congreso bicameral
| Año  | Senado | Senado | Senado  | Senado   | Cámara de Diputados | Cámara de Diputados | Cámara de Diputados | Cámara de Diputados | Notas |
| Año  | Votos  | %      | Escaños | Posición | Votos               | %                   | Escaños             | Posición            | Notas |
| ---- | ------ | ------ | ------- | -------- | ------------------- | ------------------- | ------------------- | ------------------- | ----- |
| 2026 |        |        | 0/60    |          |                     |                     | 0/130               |                     |       |

### Elecciones al Parlamento Andino
| Año  | Votos  | %               | Escaños | Posición | Notas |
| ---- | ------ | --------------- | ------- | -------- | ----- |
| 2026 |        | \| \| 0.00 % \| | 0/5     |          |       |
|      | 0.00 % |                 |         |          |       |

### Elecciones regionales y municipales
| Año  | Gobiernos Regionales | Alcaldías Provinciales | Alcaldías Distritales |
| Año  | Representantes       | Representantes         | Representantes        |
| ---- | -------------------- | ---------------------- | --------------------- |
| 2026 | 0/25                 | 0/196                  | 0/1874                |